# STS-41
STS-41 var den trettiosjätte flygningen i det amerikanska rymdfärjeprogrammet och elfte i ordningen för rymdfärjan Discovery. Den sköts upp från Pad 39B vid Kennedy Space Center i Florida den 6 oktober 1990. Efter drygt fyra dagar i omloppsbana runt jorden återinträdde rymdfärjan i jordens atmosfär och landade vid Edwards Air Force Base i Kalifornien.

## Uppdragets mål
Huvudsaklig målet var att placera ut rymdsonden Ulysses som skulle sändas ut i vidare bana i solsystemet där den skulle åka ovan solens båda poler.

## Uppdragets besättning
- Richard N. Richards, befälhavare (2)
- Robert D. Cabana, pilot (1)
- William M. Shepherd, uppdragsspecialist (2)
- Thomas D. Akers, uppdragsspecialist (1)
- Bruce E. Melnick, uppdragsspecialist (1)

## Väckningar
Under Geminiprogrammet började NASA spela musik för besättningar och sedan Apollo 15 har man varje "morgon" väckt besättningen med ett särskilt musikstycke, särskilt utvalt antingen för en enskild astronaut eller för de förhållanden som råder.
| Dag | Låt                        | Artist/Kompositör    | Spelad för    |
| --- | -------------------------- | -------------------- | ------------- |
| 2   | Rise and Shine, Discovery! | anställda hos Boeing | Ulysses       |
| 3   | Semper Paratus             | The Coast Guard Band | Bruce Melnick |
| 4   | Fanfare for the Common Man | Aaron Copland        |               |
| 5   | The Highwayman             | The Highwaymen       |               |